# Wieronika Mosina
Wieronika Mosina (ros.: Вероника Алексеевна Мосина, Veronika Alekseyevna Mosina; ur. 17 października 1990 w Leningradzie) – rosyjska lekkoatletka specjalizująca się w skoku w dal i trójskoku, uczestniczka igrzysk olimpijskich.
W 2012 reprezentowała Rosję na igrzyskach olimpijskich w Londynie, na których zajęła 17. miejsce w eliminacjach trójskoku i nie awansowała do finału. Czwarta zawodniczka halowych mistrzostw Europy z 2013. Medalistka mistrzostw kraju.

## Osiągnięcia
| Rok  | Impreza                   | Miejsce  | Konkurencja | Lokata            | Wynik |
| ---- | ------------------------- | -------- | ----------- | ----------------- | ----- |
| 2012 | Igrzyska olimpijskie      | Londyn   | trójskok    | el. – 17. miejsce | 13,96 |
| 2013 | Halowe mistrzostwa Europy | Göteborg | trójskok    | 4. miejsce        | 14,21 |
| 2014 | Halowe mistrzostwa świata | Sopot    | trójskok    | el. – 9. miejsce  | 13,68 |

## Rekordy życiowe
- Skok w dal (stadion) – 6,79 (2013)
- Skok w dal (hala) – 6,71 (2012)
- Trójskok – 14,50 (2012)
- Trójskok (hala) – 14,30 (2013)